# Fiorinia fletcheri
Fiorinia fletcheri är en insektsart som beskrevs av Robert Malcolm Laing 1929. Fiorinia fletcheri ingår i släktet Fiorinia och familjen pansarsköldlöss. Inga underarter finns listade i Catalogue of Life.